# L'Écaille

L'Écaille este o comună în departamentul Ardennes din nordul Franței. În 1 ianuarie 2022 avea o populație de 260 de locuitori.